# 东菲比霸鹟
东菲比霸鹟（学名：Sayornis phoebe）为雀形目霸鹟科下的一个鸟种, 分布于分布于北美洲东部
。